# ویلنسدورف
ویلنسدورف (به آلمانی: Wilnsdorf) یک شهر در آلمان است که در زیگن-ویتگنشتاین واقع شده‌است. ویلنسدورف ۲۱٬۰۶۸ نفر جمعیت دارد.